# Mai 1801
Cette page présente les faits marquants du mois de mai 1801.

## Événements
- 6 mai : combat naval du Speedy et du Gamo au large de Barcelone[1].

- 10 mai : début de la guerre de Tripoli[2]. À la suite du traité de Tripoli, du traité de paix et d'amitié avec le bey Alger et de celui avec le bey de Tunis, les États-Unis refusent de payer un tribut pour le passage de leurs navires. Le Dey de Tripoli incite alors ses alliés de Tunis et d'Alger à déclarer la guerre aux jeunes États-Unis.
  - Le pacha de Tripoli, Youssouf Karamanli fait scier le mât du drapeau qui flottait sur le consulat des États-Unis, formalisant sa déclaration de guerre[2].

- 14 mai : début de la guerre de Tripoli[3]. Le pacha de Tripoli déclare la guerre aux États-Unis qui refusent de lui payer de nouveaux tributs pour la protection de leurs intérêts en Méditerranée. Une unité de marines américains apparaît devant Tripoli en mai.

- 27 mai : l’expédition du Français Thomas-Nicolas Baudin, chargé par Napoléon Bonaparte d'explorer le littoral de l’Australie, atteint le cap Leeuwin (fin le 16 septembre 1803)[4].

- 28 mai, Russie : défense de publier dans les journaux l’annonce de la vente de serfs sans terre[5].

- 31 mai : le prêtre chinois James Zhou Wenmo (Chou Wen-Mo) est décapité en Corée. Sous son action, le catholicisme est passé de 3 000 à 10 000 fidèles depuis 1794[6].

## Naissance
- 17 mai : Lovisa Åhrberg, chirurgienne suédoise (morte en 1881)

## Décès
- 11 mai : José Delgado Guerra dit « Pepe Hillo », matador espagnol (° 11 mars 1754).
- 17 mai : William Heberden (né en 1710), médecin anglais dont la plus importante contribution est la première description clinique de l'angine de poitrine. Il a également donné son nom a une variété de nodule rencontrée dans les ostéoarthrites, les nodules d'Heberden.